# Donkerrode dwerghoningeter
De donkerrode dwerghoningeter (Myzomela erythrina) is een zangvogel uit de familie Meliphagidae (honingeters).

## Verspreiding en leefgebied
Deze soort is endemisch in de Bismarckarchipel ten noordoosten van Nieuw-Guinea. Er zijn vier ondersoorten:
- M. e. erythrina: Nieuw-Ierland.
- M. e. lavongai: Lavongai.
- M. e. cantans: Tabar.
- M. e. vinacea: Dyaul.